# John Peyton (1er baronnet)
Pour les articles homonymes, voir John Peyton.
John Peyton, 1er baronnet (1561 - décembre 1616) est un homme politique anglais qui siège à la Chambre des communes à plusieurs reprises entre 1593 et 1611.

## Biographie
Peyton est le fils aîné survivant de Robert Peyton d'Isleham et de sa femme Elizabeth Rich, fille de Richard Rich (1er baron Rich) de Rochford Hall et du prieuré de Leigh, Essex. Il est juge de paix pour l'île d'Ely à partir d'environ 1584. Il hérite des domaines familiaux à la mort de son père en 1590. À partir de 1591 environ, il est juge de paix pour le Cambridgeshire. En 1593, il est élu député du Cambridgeshire. Il est haut shérif du Cambridgeshire et du Huntingdonshire de 1593 à 1594. Il devient sous-lieutenant en 1596 et est fait chevalier le 1er novembre 1596. En 1604, il est réélu député du Cambridgeshire. Il est créé baronnet le 22 mai 1611.
Peyton est décédé à l'âge de 56 ans et est enterré à Isleham le 19 décembre 1616.

## Famille
Peyton épouse Alice Osborne, fille d'Edward Osborne, lord-maire de Londres, de St. Dionis Backchurch, Londres en 1580 et a six fils et cinq filles. Il est remplacé comme baronnet par son fils Edward. Leur fille Frances Peyton est mère de John Hobart (3e baronnet).